# Jens Kotainy

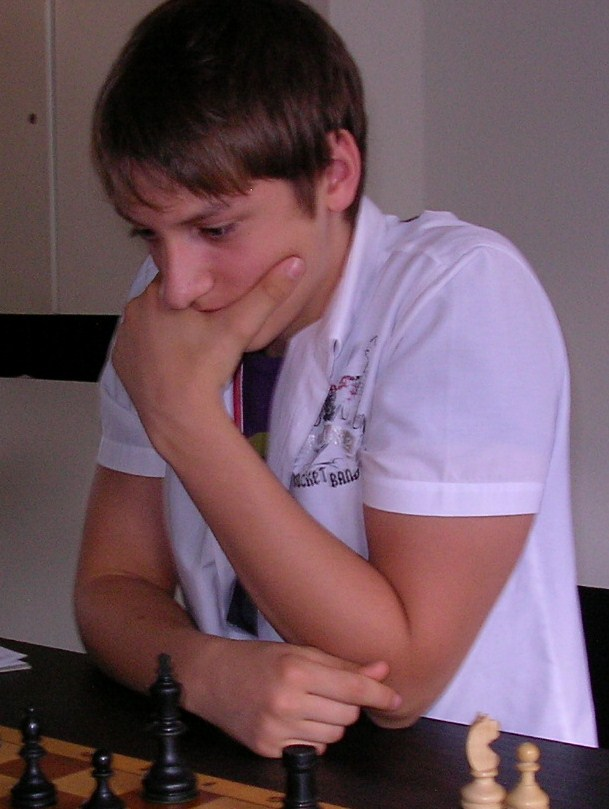
Jens Kotainy, Dortmund 2010

Jens Kotainy (* 19. Mai 1994 in Hagen) ist ein deutscher Schachspieler. Er war 2011 Dähne-Pokal-Sieger.

## Schach
Jens Kotainy nahm an folgenden Deutschen Jugendmeisterschaften teil: 2004 Meisterschaft U10, 2005 Meisterschaft U12, 2006 Meisterschaft U12, 2007 Meisterschaft U14, 2008 Meisterschaft U14 (Erster mit 7 aus 9), 2009 Meisterschaft U16 (Zweiter mit 8 aus 9, punktgleich mit Patrick Zelbel), 2010 Meisterschaft U16 und 2011 Meisterschaft U18 (jeweils Zweiter).

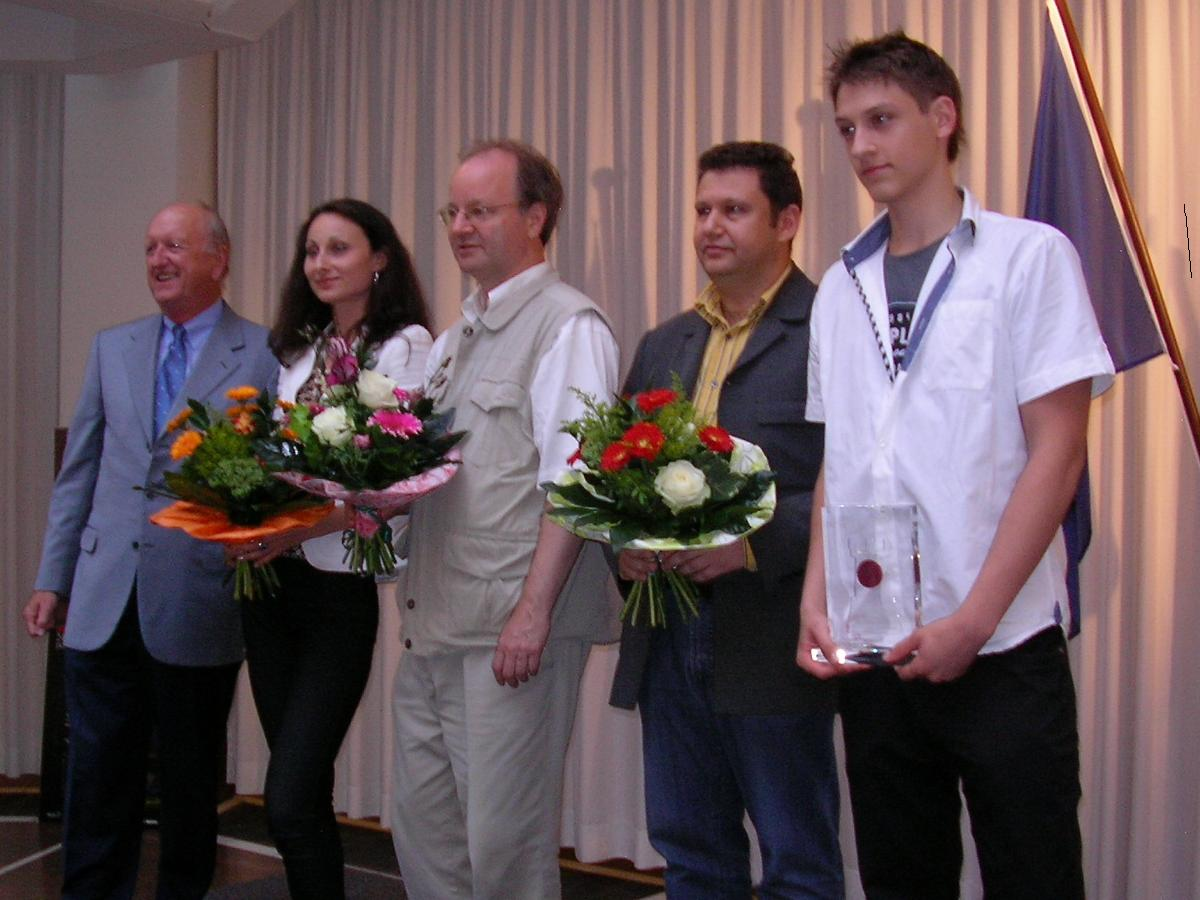
Siegerehrung 2010 in Dortmund
links Helmut Kohls, rechts Jens Kotainy

Aufgrund seiner Erfolge durfte er im Jahr 2008 an der Jugendweltmeisterschaft U14 in Vũng Tàu teilnehmen. Im Juli 2010 gewann er das Helmut-Kohls-Turnier der Dortmunder Schachtage vor Eckhard Schmittdiel. Im März 2012 erreichte Kotainy den dritten Platz bei der 83. Deutschen Einzelmeisterschaft.
Eine Großmeister-Norm erzielte er 2013 beim 17. Neckar-Open in Deizisau.
Beim Sparkassen Chess-Meeting 2013 in Dortmund wurde er disqualifiziert, weil er während laufender Partien ein Mobiltelefon zur Unterstützung verwendete. Er wurde daraufhin aus dem C-Kader des Deutschen Schachbundes ausgeschlossen. Die Sportfreunde Katernberg hatten ihn bereits nach dem Neckar-Open von ihrem Spielbetrieb suspendiert, worauf er den Verein verlassen und sich der SG Bochum 31 angeschlossen hat.

### Mannschaftskämpfe
Sein erster Verein war Turm Hohenlimburg, in dem sein Vater und sein Bruder spielt. Er spielte Mannschaftsschach in der deutschen Schachbundesliga in den Spielsaisons 2009/10, 2010/11, 2011/12 und 2012/13 bei der Schachabteilung der Sportfreunde Katernberg.

### Sonstiges
Er ist seit September 2012 Internationaler Meister. Seine höchste Elo-Zahl war 2459 (Mai 2013).